# Amazon (Schiff, 1959)
Die Amazon (III) war ein 1959 fertiggestelltes und 1960 in Dienst gestelltes Kombischiff der britischen Royal Mail Line. Sie stand für die Reederei bis 1968 im Linienverkehr nach Südamerika, wurde anschließend als Akaroa von der Shaw, Savill & Albion Steamship Company bereedert und 1971 zum Autotransporter umgebaut. 1981 erfolgte der Abbruch des Schiffes in Kaohsiung.

## Geschichte
Die Amazon entstand unter der Baunummer 1594 in der Werft von Harland & Wolff in Belfast und lief am 7. Juli 1959 vom Stapel. Taufpatin war Princess Margaret. Nach ihrer Ablieferung an die Royal Mail Line am 31. Dezember 1959 nahm sie im Januar 1960 den Liniendienst nach Südamerika auf. Sie war die erste Einheit einer Baureihe von drei großen Kombischffen, die als A-Klasse oder The Three Graces (die drei Grazien) bezeichnet wurden. Ihre Schwesterschiffe waren die ebenfalls 1960 fertiggestellten Aragon und Arlanza.
Die Amazon war neben ihren Schwesterschiffen eines der letzten britischen Passagierschiffe, das neben einer äußerst luxuriösen Ersten Klasse und der Kabinenklasse auch noch Unterkünfte Dritter Klasse anbot. Neben dem Passagierdienst beförderte die Amazon auch große Mengen Fracht, darunter Rindfleisch von Argentinien nach Großbritannien.

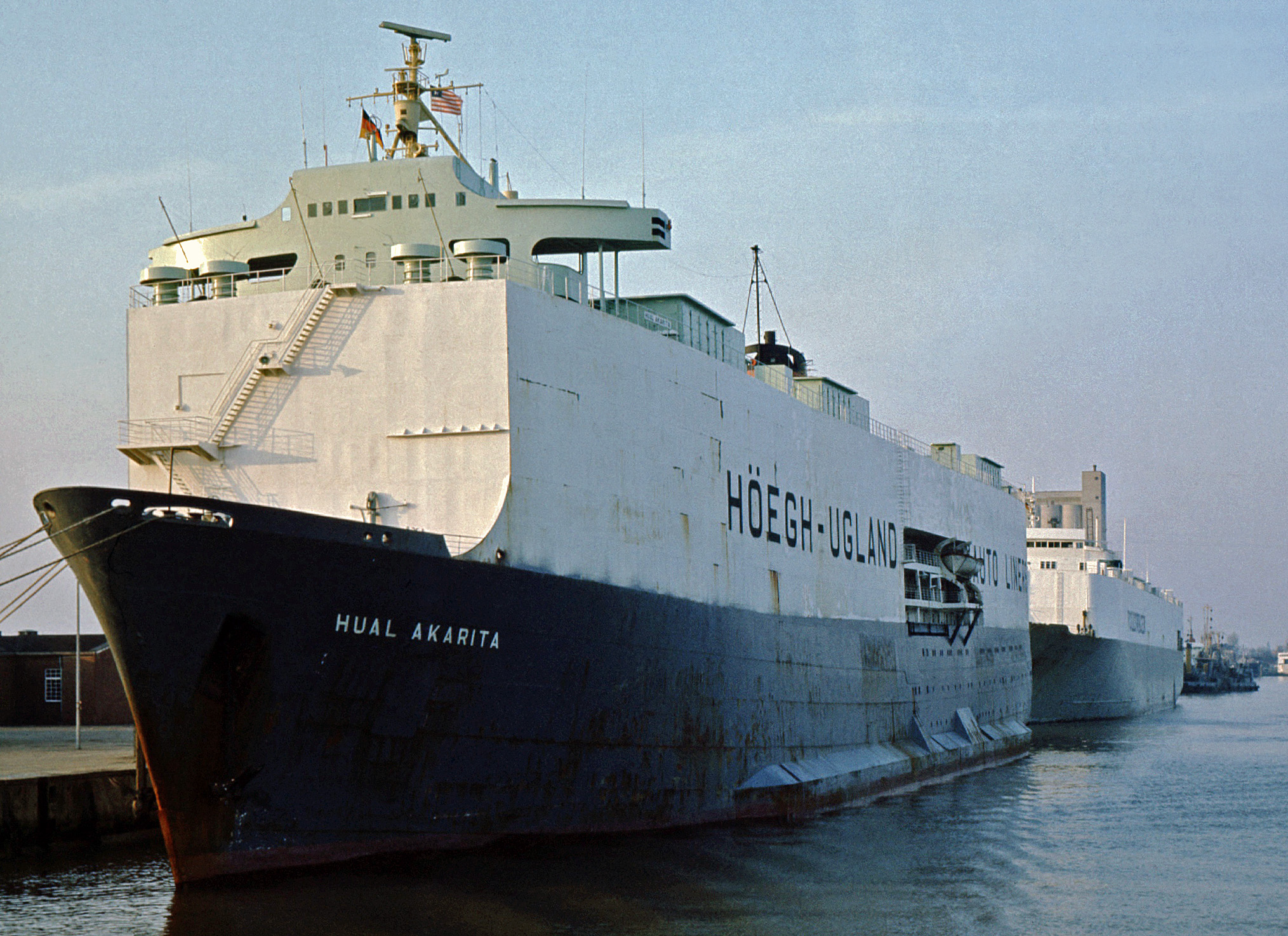
Als Autotransporter Hual Akarita in Emden (1979)

Der Liniendienst nach Südamerika wurde im Verlauf der 1960er Jahre immer unrentabler, weshalb die Royal Mail Line die drei Schiffe nach nur wenigen Jahren wieder abstieß. Die Amazon ging 1968 an die Shaw, Savill & Albion Steamship Company und erhielt den neuen Namen Akaroa, um nach Australien und Neuseeland eingesetzt zu werden. Doch auch dieser Dienst erwies sich als wenig rentabel. 1971 ging das Schiff daher in den Besitz der Uglands Rederi in Grimstad über.
Es erfolgte ein großangelegter Umbau zum Autotransporter in der Werft Viktor Lenac in Rijeka. Die Aufbauten des Schiffes wurden hierbei fast vollständig ersetzt, die alte Kommandobrücke blieb jedoch erhalten. 1972 erfolgte die erneute Indienststellung unter dem Namen Akarita. 1977 übernahm die in Liberia ansässige Reederei Sagitta den Autotransporter und betrieb ihn fortan als Hual Akarita. Nach einem erneuten Besitzerwechsel an die Ace Autoline 1978 ging das Schiff 1980 wieder als Akarita an Sagitta zurück. Im folgenden Jahr beendete die Akarita ihre Dienstzeit nach insgesamt 21 Jahren. Am 15. Dezember 1981 traf sie zum Abbruch in Kaohsiung ein. Die Abwrackarbeiten am Schiff begannen im Januar 1982.